# Ojciec Murphy
Ojciec Murphy (ang. Father Murphy) – amerykański serial telewizyjny będący spinoffem Domku na prerii. Realizowany był w latach 1981-83 przez ekipę składającą się w znaczącej części z twórców pierwowzoru. Zdjęcia do niego były kręcone na planie zlokalizowanym kilkaset metrów od Domkowej farmy Ingallsów.

## Fabuła
Przygody pastora i poszukiwacza złota na Dzikim Zachodzie, z dziećmi z sierocińca w tle.

## Obsada
- Merlin Olsen – John Murphy
- Moses Gunn – Mose Gage
- Katherine Cannon – Mae Murphy
- Timothy Gibbs – Will Adams
- Richard Bergman – Ojciec Parker
- Ivy Bethune – panna Tuttle
- Scott Mellini – Ephram Winkler
- Lisa Trusel – Lizette Winkler
- Kirk Brennan – David Sims
- Byron Thames – Matt Sims
- Chez Lister – Eli Matthews
- Charles Tyner – Howard Rodman
- Burr DeBenning – Paul/Richard Garrett
- Ted Markland – Frank

oraz gościnnie (wybór): Shannen Doherty, Kellie Martin, John M. Pickard, Eddie Quillan, Christina Applegate, Amanda Peterson, Donna Wilkes, Tina Yothers, Mary Beth Evans, Wilfred Hyde-White, Jerry Hardin, James Cromwell i inni.